# Comix, cuentos de amor, de video y de muerte
 Comix, cuentos de amor, de video y de muerte es una película de Argentina filmada en colores dirigida por Jorge Coscia sobre su propio guion que se estrenó el 22 de junio de 1995 y que tuvo como actores principales a Claudio Rissi, Paula de Luque, Inés Estévez y Rubén Stella.

## Sinopsis
En el episodio “Textual” ambientado en un futuro cercano, un hombre se aferra a un video pornográfico que ha encontrado. El episodio “Trip” transcurre en un viaje espacial en que un aparato registra y reproduce sensaciones sexuales. En el episodio “Fundido en negro” el portero de una casa, aficionado al video, espía obsesivamente a una vecina.

## Reparto
Episodio “Textual”
- Claudio Rissi
- Mirna Suárez
- Violeta Naón
- Guillermo Dujoven

Episodio “Trip”
- Ariel Casas
- Luciana Gutman
- Paula de Luque

Episodio “Fundido a negro”
- Rubén Stella
- Inés Estévez
- Manuel Callau
- Ana Celentano
- Gabriela Cubas
- Juan Minujín

## Comentarios
Isabel Croce en La Prensa escribió:

«El director construye originales propuestas temáticas, de buena factura luminotécnica y de encuadre, cuyos puntos flojos se centran en la morosidad y reiteración (1° ep.) y la complicidad de la historia policial del final.»

Adolfo C. Martínez en La Nación opinó:

«El film no es de fácil visión, apoyado por un elenco que se esfuerza por ser convincente . El cúmulo de símbolos llega a abrumar al espectador… Coscia realizó una obra absolutamente personal y, a veces impenetrable»

Manrupe y Portela escriben:

«Juego intelectual sobre el video basado en tres historias unidas por cuestiones sobre la literatura, la imagen y lo actoral y un mismo tema musical. El segundo episodio está dedicado a Luca Prodan, líder del grupo de rock, Sumo. Presentada en  muestras y festivales antes de su estreno comercial.»